# Port lotniczy Osvaldo Virgil
Port lotniczy Osvaldo Virgil (IATA: MTC, ICAO: MDMC) – port lotniczy położony w miejscowości San Fernando de Montecristi na Dominikanie.